# Skwarki

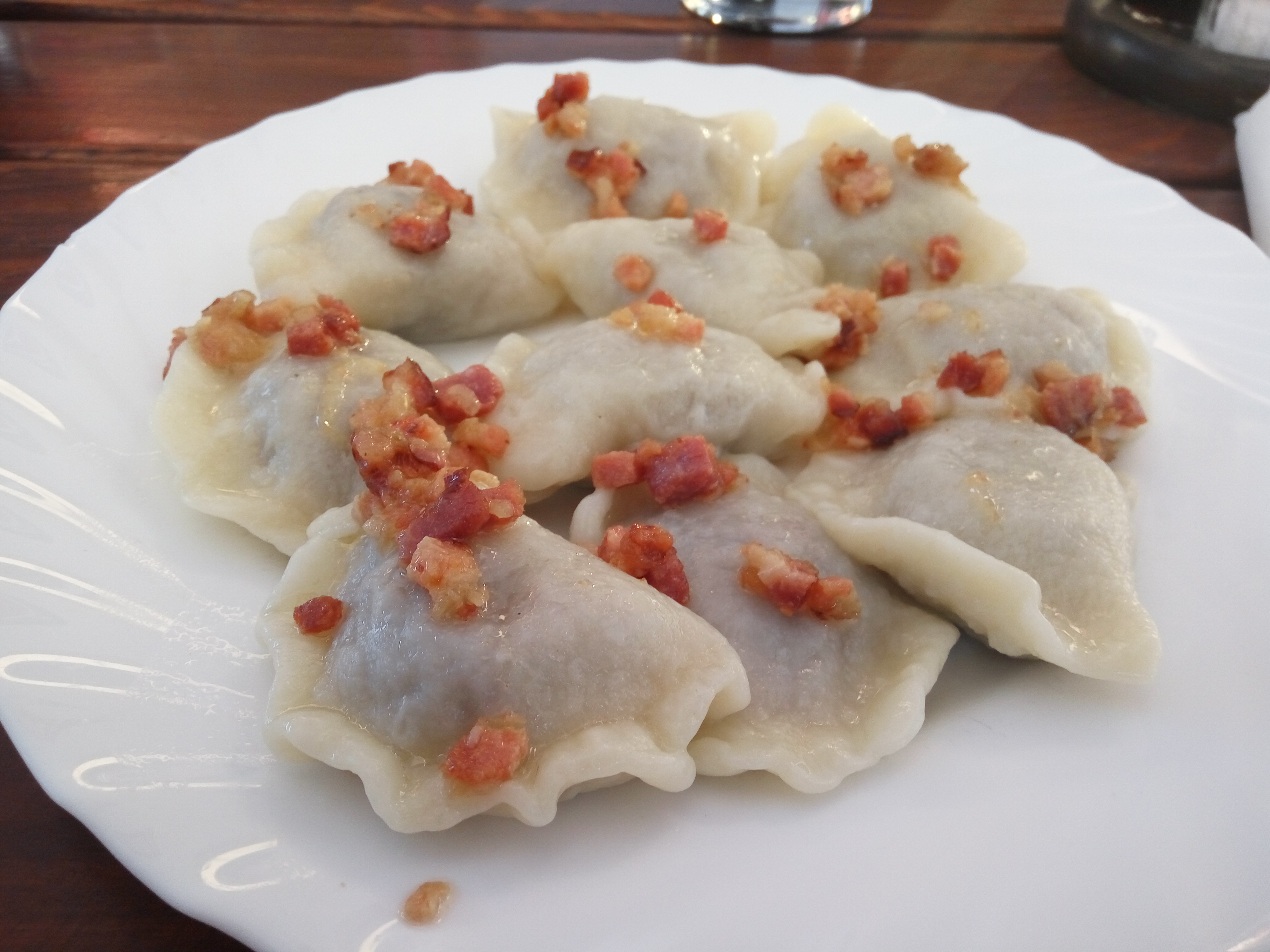
Pierogi z mięsem, omaszczone skwarkami

Skwarki – pozostałość po produkcji tłuszczów wytapianych z tkanki tłuszczowej zwierząt, głównie smalcu. W zależności od użytego surowca mogą zawierać pewne ilości mięsa i tłuszczu. Cenione za walory smakowe. Używane w gastronomii.
Skwarki mogą być spożywane bezpośrednio lub dodawane jako składnik potraw. Używane jako dodatek do potraw mięsnych, tłuszcz do ciast (także słodkich) i ciasteczek, często łączone z ziemniakami. Wraz z wytopionym z nich tłuszczem i cebulą stosowane jako okrasa do dań.
Skwarki często wytwarza się ze świeżej lub wędzonej albo solonej słoniny oraz z wędzonek, głównie boczku.